# Verzorgingsplaats Hammerstein
Verzorgingsplaats Hammerstein was een Nederlandse verzorgingsplaats, gelegen aan de A9 Diemen-De Kooy tussen afritten 5 en 6 nabij Amstelveen, waar de A9 door het Amsterdamse Bos loopt. Aan de overzijde van de snelweg lag Verzorgingsplaats Amstelveen.
Bij de verzorgingsplaats lag een tankstation van Shell.
De verzorgingsplaats is in mei 2024 gesloten om ruimte te maken voor de verbreding van de A9.
A1: De Haar · Elsenerveld · Friezenberg · Jool-Hul  
A2: Proostwetering · De Rooijen · Zwartehof · Heezerhut · Aalsterhut  
A4: Leiburg · Oostvliet  
A6: De Monnik  
A9: Amstelveen · Hammerstein  
A12: Mollebos · De Heul · De Roode Haan  
A15: Zeekade · Kraaienbos · De Laar · Topsweerd · Groenendijk  
A16: Krabbenbosschen · Mastbos  
A17: Kapelberg  
A20: Aalkeet  
A27: Bosberg  
A28: Holkerveen · Nunspeet-Noord · Nunspeet-Zuid  
A50: Meilanden · Kabeljauw  
A58: Krabbenbosschen · Mastbos · Sloedam  
A59: Tollenaer · 't Vaerland  
A67: De Gender · De Blauwe Klei  
A79: Keelbos · Ravensbos  
A326: Rolenhof